# Palanilijstergaai
De palanilijstergaai (Montecincla fairbanki; synoniem: Garrulax fairbanki) is een zangvogel uit de familie Leiothrichidae. Het is een gevoelige, endemische vogelsoort in zuidwestelijk India. Deze vogel is genoemd naar de Amerikaanse missionaris en natuuronderzoeker Samuel Bacon Fairbank (1822-1898).

## Kenmerken
De vogel is 20,5 cm lang, het is een relatief kleine, egaal gekleurde lijstergaai. De vogel is van boven dof olijfbruin met een witte wenkbrauwstreep. De borst is lichtgrijs, bijna wit en daaronder, op de buik is het verenkleed kastanjebruin. . 

## Verspreiding en leefgebied
De vogel komt voor in het zuiden van de deelstaat Kerala in de Palani-bergen in het zuidelijke deel van de West-Ghats. Het leefgebied bestaat uit dicht montaan struikgewas langs beken, kleine rivieren, in secundair bos of aan de randen van bossen, theeplantages of soms ook tuinen.

## Status
De palanilijstergaai heeft een beperkt verspreidingsgebied en daardoor is de kans op uitsterven aanwezig. De grootte van de populatie is niet bekend. Plaatselijk is de vogel nog algemeen, maar de aantallen nemen af door habitatverlies. Het leefgebied wordt aangetast door ontbossing waarbij natuurlijk bos wordt omgezet in gebied voor agrarisch gebruik en menselijke bewoning. Om deze redenen staat deze soort als gevoelig op de Rode Lijst van de IUCN.